# Tajvan olimpiai zászlaja
Tajvan olimpiai zászlaját a Kínai Köztársaság, ismertebb nevén Tajvan olimpiai csapata használja, mely „Chinese Taipei” néven eme zászló alatt versenyez az olimpiai játékokon Kína színei helyett. A zászlót 1980 óta használják, miután a Nemzetközi Olimpiai Bizottság kimondta, hogy Tajvan nem vehet részt a játékokon a Kínai Köztársaság neve és zászlaja alatt.

## Bíróság előtt az Olimpiai Bizottság döntése
1979 októberében a Nemzetközi Olimpiai Bizottság azt a határozatot hozta, hogy a Kínai Köztársaság Olimpiai Bizottságának nevét változtassák meg Tajvani Olimpiai Bizottságra, és adoptáljanak új zászlót és himnuszt, ha részt akarnak venni az olimpiai játékokon. A Kínai Köztársaság erősen ellenezte a döntést beperelte a NOB-ot Svájcban. A Kínai Köztársaság az olimpiai bizottságuk nevére, illetve a zászlóra és himnuszra vonatkozó kikötés sérti az Olimpiai Okirat 6., 64. és 66. pontját. Azonban a köztársaság az ügyet elveszítette, 1980. január 15-én a svájci bíróság elutasította Tajvan azon kérését, hogy továbbra is Kínai Köztársaság néven maradhasson az olimpiai játékok keretein belül.

## Kinézete és szimbolikája
A zászlón fehér háttérben kék korongon egy tizenkét ágú fehér nap látható, mely a Kínai Köztársaság címere és a Kuomintang jelképe is, illetve a tajvani zászlónak is eleme. A tizenkét fehér napsugár jelképezi a tizenkét hónapot és hagyományos tizenkét kínai órát. Ez alatt az olimpiai öt karika van, mely Pierre de Coubertin szavai szerint a világ öt kontinensét szimbolizálja. A két jelkép a Kínai Köztársaság nemzeti jelképe, az ötszirmú japán kajszi (Prunus mume) belsejében áll, melyet piros, kék és fehér vonalak, a tajvani zászló színei határolnak. A paralimpiai játékokon használt zászló szinte azonos, de az öt karika helyett a Nemzetközi Paralimpiai Bizottság háromszínű logója áll rajta.

## Tajvan paralimpiai zászlaja
Tajvan paralimpiai zászlaja a tajvani olimpiai zászlóhoz hasonló, de az olimpiai öt karika helyett a Nemzetközi Paralimpiai Bizottság háromszínű szimbóluma áll a nap alatt.

## Tajvan siketlimpiai zászlaja
Tajvan siketlimpiai rendezvényeken használt zászlaján a fehér nap alatt egy zöld kínai sárkány ábrája látható, alatta pedig a „Chinese Taipei” felirat.

## Tajvan labdarúgó olimpiai zászlaja
A labdarúgó tornákon használt zászló is a tajvani olimpiai zászlóhoz hasonlatos. A nap szimbóluma alatt az öt karika helyett a tájcsitu, vagyis a jin-jang jel áll, a fekete és fehér pont helyett egy-egy futball labdával.

## Tajvani Universiade zászlaja
Az Universiade versenyein használt tajvani lobogó háttere világoskék, a nap szimbóluma alatt a FISU (International University Sports Federation) jelképe, egy nagy U betű áll.

Tajvan paralimpiai zászlaja
Tajvan siketlimpiai zászlaja
Tajvani Universiade zászlaja